# Royal Architectural Museum
La Royal Architectural Museum (lett. "Museo reale d'architettura") è stata un museo inglese fondato a Londra nel 1851 e preposto alla formazione di architetti e professionisti dell'arte e dell'architettura. Chiuse durante la prima guerra mondiale e la maggior parte delle sue collezioni fu trasferita al Victoria and Albert Museum, ove è tuttora conservata.

## Storia
Il museo, inizialmente noto come Museo dell'Architettura, venne fondato dagli architetti George Gilbert Scott, Sir Charles Barry e George Godwin. Il principe Alberto ne era un mecenate, Thomas Philip, 2º conte de Grey, fu il suo primo presidente e Alexander Beresford Hope ne fu amministratore fiduciario. Il museo venne finanziato anche da John Ruskin.
Le sue collezioni primarie includevano calchi in gesso di ornamenti architettonici in stile gotico-europeo, oggetti decorativi in ferro, piastrelle, opere scultoree in legno e in pietra, e vetrate colorate, oltre a modelli architettonici, piante e disegni.
Dal 1852 al 1854 il museo fu ospitato in un loft a Canon Row, presso Westminster, dove ospitava anche una scuola per artigiani. Nel 1857 si trasferì a South Kensington (dove occupò il piano superiore di una delle cosiddette "Brompton Boilers" nel moderno V&A Museum), nel 1869 si trasferì nuovamente in una nuova sede appositamente costruita (progettata da Ewan Christian e Joseph Clarke) tra il 18 e il 20 di Bowling Street (sempre a Westminster). La strada, situata dietro Dean's Yard presso l'Abbazia di Westminster, fu ribattezzata Tufton Street nel 1870. Alla sua riapertura il patrocinio regale fu rinnovato dalla Regina Vittoria, e assunse il nome di "Museo Reale di Architettura".
Presso il museo venne istituita una scuola di architettura, che inizialmente fu gestita congiuntamente dal museo dall'Architectural Association e dal Royal Institute of British Architects, ma che poi nel 1873 venne concessa esclusivamente al museo reale, venendo ribattezzata Westminster School of Art (successivamente, nel 1904, si fuse con il Westminster Technical Institute, oggi parte del Westminster Kingsway College).
Nel 1904 il museo fu liquidato e l'edificio e i suoi contenuti furono donati all'AA che ne mantenne le funzioni amministrative, legali e direzionali. Per alcuni anni la AA School ebbe sede nei locali di Westminster, ma nel 1915 questi furono considerati troppo piccoli. L'edificio fu venduto alla National Library for the Blind (lett. "Biblioteca Nazionale dei Ciechi"), fu demolito e conseguentemente ricostruito nel 1935. La maggior parte delle collezioni del museo finì al Victoria and Albert Museum.